# Aancistroger sinicus
Aancistroger sinicus är en insektsart som beskrevs av Bei-bienko 1957. Aancistroger sinicus ingår i släktet Aancistroger och familjen Gryllacrididae. Inga underarter finns listade i Catalogue of Life.